# Совершенный (эсминец, 1952)
«Совершенный» — советский эскадренный миноносец проекта 30-бис Черноморского флота ВМФ СССР..

## История строительства
Зачислен в списки ВМФ СССР 15 марта 1950 года. Заложен на заводе № 190 им. А. А. Жданова 16 июля 1951 года (строительный № 612). Спущен на воду 24 апреля 1952 года. Корабль принят флотом 24 декабря 1952, а 4 января 1953 года на «Совершенном» был поднят советский военно-морской флаг, тогда же эсминец вступил в состав Советского Военно-Морского Флота.

## Служба
С 4 января 1953 года «Совершенный» входил в состав 4-го ВМФ, а с 24 декабря 1955 года в связи с расформированием 4-го ВМФ перечислен в состав Краснознамённого Балтийского Флота. С 15 июля 1968 года эсминец входил в состав Краснознамённого Черноморского флота.
С 10 по 14 июля 1954 года «Совершенный» нанёс визит в Хельсинки (Финляндия), дважды (в период с 12 по 17 октября 1955 года и с 18 по 27 апреля 1956 года) посещал Портсмут (Великобритания). 7 мая 1956 года эсминец был выведен из боевого состава, законсервирован и поставлен на отстой.
В 1967 году расконсервирован и вновь введен в строй. С 1 по 31 июня[уточнить] 1967 года и 1 января по 31 декабря 1968 года «Совершенный» находился в зоне военных действий, связанных с обострением арабо-израильского конфликта (Шестидневная война), выполнял боевую задачу по оказанию помощи вооружённым силам Египта.
В 1983 году в/ч 40625 по штату 61/4-Б в составе 65-го дивизиона эсминцев 39-й дивизий морских десантных сил Черноморского флота. В августе 1983 года корабли 39 диМДС участвовали в учении «Юг-83».
5 марта 1987 года эсминец разоружили и исключили из состава ВМФ СССР в связи с передачей в ОФИ для демонтажа и реализации. 30 июля 1987 года экипаж корабля расформировали. Корпус эсминца был разделан на металл в Севастополе на базе «Главвторчермета».